# Магребски тритон
Магребските тритони (Pleurodeles poireti) са вид земноводни от семейство Саламандрови (Salamandridae).
Срещат се в ограничен район в североизточната част на Алжир.
Таксонът е описан за пръв път от Пол Жерве през 1834 година.